# Mali na Letnich Igrzyskach Olimpijskich 1992
Mali na Letnich Igrzyskach Olimpijskich 1992 reprezentowało pięciu zawodników: trzech mężczyzna i dwie kobiety. Był to 7 start reprezentacji Mali na letnich igrzyskach olimpijskich.

## Skład kadry

### Judo
Mężczyźni
- Mamadou Coulibaly – waga do 65 kg – 36. miejsce
- Abdul Kader Dabo – waga do 78 kg – 22. miejsce

### Lekkoatletyka
Kobiety
- Manda Kanouté – bieg na 200 m – odpadła w eliminacjach
- Fanta Dao – bieg na 400 m – odpadła w eliminacjach

Mężczyźni
- Ousmane Diarra

bieg na 100 m – odpadł w eliminacjach
bieg na 200 m – odpadł w eliminacjach